# Samardžije
Samardžije är ett samhälle i Bosnien och Hercegovina.   Det ligger i entiteten Republika Srpska, i den nordvästra delen av landet, 160 km nordväst om huvudstaden Sarajevo. Samardžije ligger 238 meter över havet och antalet invånare är 164.
Terrängen runt Samardžije är platt åt nordost, men åt sydväst är den kuperad. Närmaste större samhälle är Bosanska Gradiška, 17,4 km nordost om Samardžije. 
I omgivningarna runt Samardžije växer i huvudsak lövfällande lövskog. Runt Samardžije är det ganska tätbefolkat, med 67 invånare per kvadratkilometer.